# 스쿨럼블
《스쿨럼블》(スクールランブル 스쿠루란부루[*])은 고바야시 진이 그리고 《주간 소년 매거진》에 연재되고 있는 만화이다. 2004년에 애니메이션화되어 TV 도쿄에서 방송되었고 2005년에는 두 편의 에피소드를 담은 《스쿨럼블 OVA 1학기 보충수업》이 만들어졌다. 후속작인 《스쿨럼블 2학기》는 2006년 4월 2일에 방영이 시작되었다.
대한민국에서는 만화는 학산문화사에서 출판하고 있으며, 애니메이션(1학기)은 2005년에 챔프TV에서, OVA는 2006년에 애니원TV에서 방송되었다. 약칭은 스크럼(スクラン)
2008년 7월 완결되었고, 같은 해 8월 20일부터 주간 소년 매거진에 《스쿨럼블 Z》란 제목으로 후속편이 연재중이다.

## 줄거리와 구성
스쿨럼블은 고등학교 2학년생인 츠카모토 텐마를 중심으로 주변 사람들의 일상사와 그들의 성공하지 못한 연애를 다룬다. 초반의 스토리는 츠카모토 텐마와, 텐마가 좋아하는 카라스마 오오지, 그리고 몰래 텐마를 좋아하는 하리마 켄지의 삼각 관계를 중심으로 다뤘으나, 만화 6권과 7권부터 스토리가 하리마 켄지, 사와치카 에리, 그리고 텐마의 동생인 츠카모토 야쿠모의 삼각 관계를 중심으로 다루기 시작했다. 이는 계속된 인기 투표에서 이 세 캐릭터가 작품 전체에서 가장 표를 많이 받았기 때문이라고 볼 수 있다.
만화에서 주요 줄거리는 번호표(#) 대신 올림표가 붙은 장(♯1, ♯2, …)에서 다루고, 《주간 소년 매거진》에서 연재된 것도 이들이다. 하지만 줄거리 상 중요한 내용을 다루는 내림표가 붙은 장(♭1, ♭2, …)이 있으며, 제자리표가 붙은 장(♮1이 유일하며 7권에 포함됨)도 있다. 내림표가 붙은 장들은 원래 줄거리에서 주요 캐릭터가 아닌 다른 캐릭터에 초점을 맞추거나 다른 시각에서 본 내용을 담고 있고, 현재 제자리표가 붙은 유일한 장은 원래 줄거리와 관계가 없는 새로운 내용이다. 애니메이션에서는 올림표가 붙은 장들을 중심으로 내림표/제자리표가 붙은 장들을 일부 덧붙였으며, OVA에서는 내림표가 붙은 나머지 장들과 전혀 새로운 내용을 합쳤다.

### 완결
스쿨럼블은 2008년 7월 283화를 끝으로 완결되었다. 하지만 그 동안 전개된 등장인물간의 복잡한 상관관계와 해결되지 않은 내용들을 얼버무린 채 급하게 결말지어버렸다는 비판이 많다. 작가 고바야시 진은 다음 내용을 2008년 8월 20일부터 《스쿨럼블 Z》이라는 제목으로 개제하고 있다.

## 관련 내용
- 대부분의 캐릭터 이름은 일본의 철도 역 이름이나 거리 이름에서 따왔다. 예를 들어 텐마(天満)는 오사카-오사카 순환선에 위치한 역 이름이고, 하리마(播磨)는 효고현의 하리마 구니에서 왔다.
- 하리마의 얼굴은 원작자 고바야시 진과 많이 닮았다(실제로도 하리마 캐릭터의 30% 정도는 원작자 자신의 모습을 집어넣었다고 한다). 또한 1기 25편에서는 고바야시 진이 카메오로 출연하기도 했으며 OVA 2편에서는 나레이션으로 출연했다. 그리고 2기 21, 23편에도 출연했다.
- 원작의 제목은 영화 제목으로 되어 있고 영어지만 애니메이션에는 일본어로 되어 있다.
- 1기 25편의 제목은 발음이 불가능한 세 개의 그림으로 이루어져 있다. 보통 이 편은 "배, 열차, 기타"라고 불린다.
- 1기 26편의 제목은 일본어로 187글자이며, 일본 애니메이션에서 가장 긴 소제목으로 추정된다.
갑작스러운 〈이별〉… 잘못 들어온 미궁… 당신은 누구? …가르쳐줘. 〈엇갈림〉 〈짝사랑〉 전해줘, 내 마음을. 전해줘, 내 기분을. 다시는 오지 않는 계절, 청춘의 한페이지. 이게 마지막 찬스, 확인하고 싶어… 너의 마음을. 전해지는 말, 전해지지 않는 마음. 그 날의 고백, 영원한 하루, 하지만… 언제나 계속되는, 우리의 〈지금〉 그리고 내일로… 〈스쿨럼블 포에버〉
突然の〈さよなら〉…迷い込んだラビリンス…あなたはだれ?…教えて。〈すれちがい〉〈片想い〉とどけ、ボクの気持ち。とどけ、ワタシの想い。たぶん一度しかない季節、青春の1ページ。これが最後のチャンス、確かめたい…キミの気持ち。伝わる言葉、伝わらない想い。あの日の告白、永遠の一日、だけど…いつまでも続いていく、わたしたちの〈いま〉。そして明日へ…〈スクールランブルフォーエバー〉

## 성우진
우리말(한국어판) 성우진(챔프TV)
문선희 - 츠카모토 텐마
성완경 - 하리마 켄지 役
박소라 - 츠카모토 야쿠모 役
변현우 - 카라스마 오오지
이선 (1기), 이명선(현 이계윤) (2기) - 스오우 미코토 役
오길경 - 타카노 아키라 / 키도 마도카
배정민 - 사와치카 에리 / 도지비론 레드 / 조르노
박선영 - 사사쿠라 요코 / 이치죠 카렌
사성웅 - 타니 하야토(2-C 담임) / 아소 히로요시 / 우메즈 시게오 / 이토 마타요시
최석필 - 텐노지 노보루 / 토고 마사카즈 / 고리야마 선생
엄상현 - 요시다야마 지로 / 이마도리 쿄스케 / 미츠키 마사아키
전태열 - 휴유키 타케이치 / 해리 매켄지 / 코즈 마사히로
전광주 - 하나이 하루키
이원찬 - 나라 켄타로
전숙경 - 오사카베 이토코 / 라라 곤잘레스 / 미하라 코즈에
한수림 - 사라 아디에머스 / 하리마 슈지 / 이치조 코스케
문남숙 - 아네가사키 타에
이장우 - 고토 겐카이
북미판 성우진(퍼니메이션)
루시 크리스천 - 텐마
브랜던 포터 - 하리마
에릭 베일 - 카라스마
리아 클라크 - 에리
브리나 펄렌시아 - 미코토
트리나 니시무라 - 아키라
케이틀린 글래스 - 야쿠모, 사가노
크리스 케이슨 - 하나이 하루키
데이비드 트로스코 - 이마도리
캐리 새비지 - 이치조
제이슨 리브렉트 - 해리 매켄지, 하리마 슈지
모니카 리얼 - 라라
트래비스 윌링햄 - 마사카즈
그웬덜린 라우 - 세라
오리언 피츠 - 후유키
토드 해버콘 - 나라
J. 마이클 테이텀 - 아소
셰러미 리 - 타와라야
하이메 리베라 - 니시모토
마이크 맥팔랜드 - 요시다야마
로버트 매컬럼 - 스가
로라 베일리 - 유키
케이트 옥슬리 - 오츠카
키라 빈센트데이비스 - 미하라
소니 스트레이트 - 텐노지
스테퍼니 영 - 오사카베
리디아 매케이 - 사사쿠라
콜린 클링컨비어드 - 아네가사키
켄트 윌리엄스 - 타니, 나카무라
짐 포론다 - 코리야마

## 주제가

### 오프닝 테마
[원어판]
- 《스크램블》 (スクランブル)
  - 작사·작곡 : 스즈키 다카유키 / 편곡 : UNSCANDAL / 노래 : 호리에 유이 with UNSCANDAL

[우리말 더빙판]
- 《School Rumble》
  - 노래 : 이정은, 방용석[예명:알렉스]

### 엔딩 테마
[원어판]
- 《은하연선’05》 (♭1)　(銀河沿線’05)
  - 가사 : 해리 매켄지 / 작사·작곡 : 오오모리 도시유키 / 노래 : 다카하시 히로키
- 《여자애♡남자애》 (♭2)　(オンナのコ♡オトコのコ)
  - 작사·작곡·편곡 : 고니시 야스하루 / 노래 : 오구라 유코

[우리말 더빙판]
- 《은하철도 05》 (♭1)
  - 노래 : 성완경(하리마 켄지 役)
- 《남자애♡여자애》 (♭2)
  - 노래 : 김령희

## 라디오
- 스크란 차모임(スクラン☆お茶会!) (2005년 10월 - 2006년 3월) - 시미즈 카오리 진행. 라디오 오사카, 분카방송에서 방송.
- 스크란 2학기 위크엔드(スクラン二学期 ウィークエンド) (2006년 4월 - 2007년 2월) - 시미즈 카오리, 후쿠이 유카리 진행. 인터넷 라디오.

## 평가
| School Rumble                          |           |
| Sleep Helps a Girl Grow                |           |
| -------------------------------------- | --------- |
| 평론 점수 평론사 점수 패미츠 6.8 / 8.0 |           |
| 평론 점수                              |           |
| 평론사                                 | 점수      |
| 패미츠                                 | 6.8 / 8.0 |